# دوكوهك (مقاطعة تشرام)
دوكوهك (بالفارسية: دوکوهک) هي قرية تقع في قسم تشرام الريفي (مقاطعة تشرام) في إيران. يقدر عدد سكانها بـ 243 نسمة بحسب إحصاء 2016.